# Карим Масимов
Карим Кажимканули Масимов (каз. Кәрім Қажымқанұлы Мәсімов; Астана, 15. јун 1965) је био премијер Казахстана од јануара 2007. до септембра 2012. Од септембра 2012. обавља функцију шефа кабинета председника Нурсултана Назарбајева. Поново је изабран за премијера 2014. године. На тој функцији је остао до 2016-те године.
Пре постављења, од априла до октобра 2006. године, био је министар економије и буџетног планирања Казахстана а од 2000. до 2001. је био министар саобраћаја и комуникација Казахстана. У периоду од 2001. до 2003. био је заменик премијера а од 2003. до 2006. био је помоћник председника.
Председник је федерације тајландског бокса.
Ожењен је и има троје деце.